# Amauriopsis dissecta
Amauriopsis dissecta là một loài thực vật có hoa trong họ Cúc. Loài này được (A.Gray) Rydb. mô tả khoa học đầu tiên năm 1914.